# エリエゼルとリベカ (プッサン)
『エリエゼルとリベカ』（仏: Éliézer et Rébecca、英: Eliezer and Rebecca）は、17世紀フランスの巨匠ニコラ・プッサンが1648年にキャンバス上に油彩で制作した絵画で、画家の代表作の1つである。絵画はローマにいたプッサンの庇護者ジャン・ポワンテル (Jean Pointel) により委嘱されたが、ポワンテルの死後、第2代リシュリュー公に購入され、1665年に公爵からフランス王ルイ14世に取得された。1793年以来、作品はパリのルーヴル美術館に展示されている。

## 作品

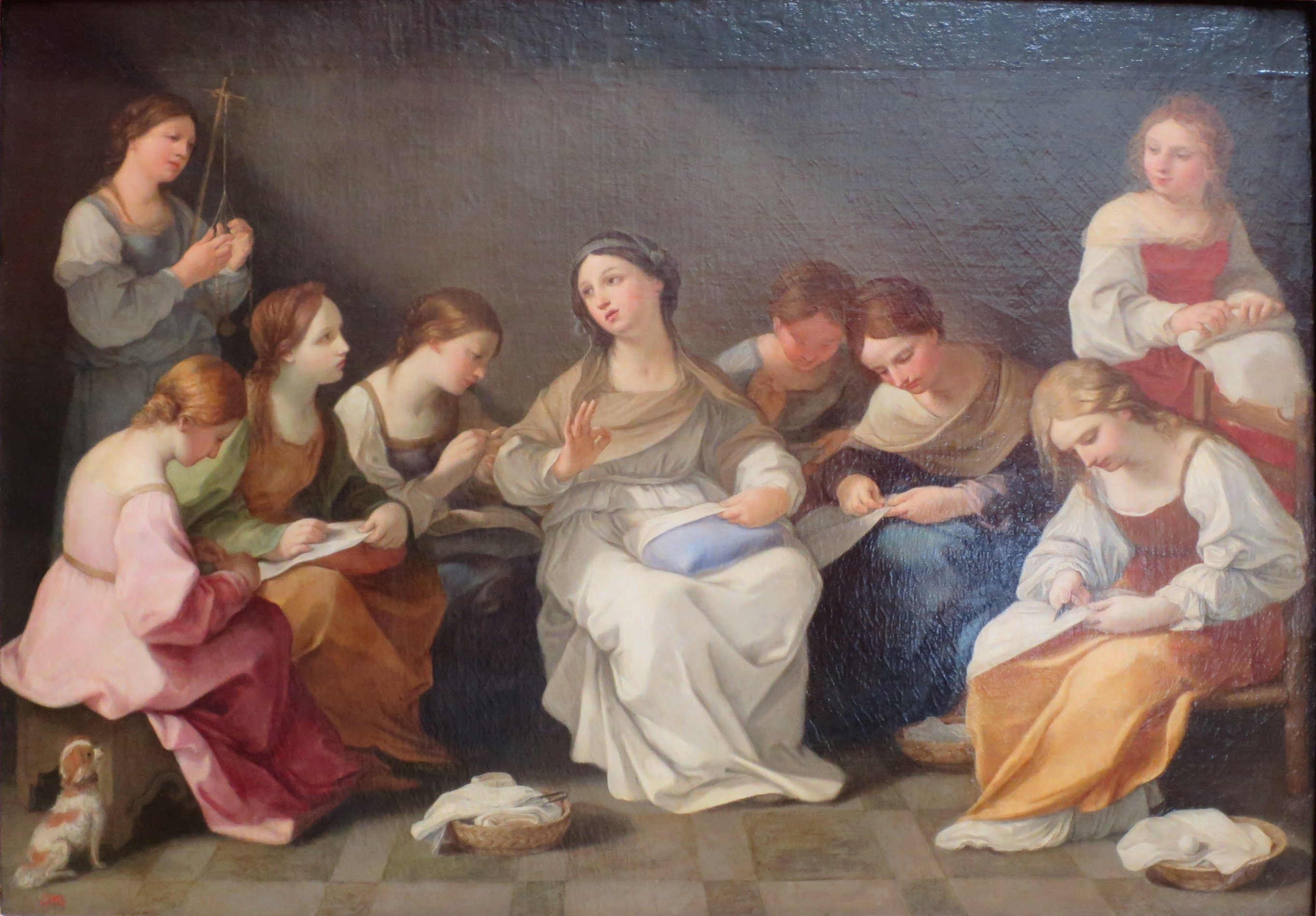
グイド・レーニ『仲間と裁縫をする聖母マリア』 (1640-1642年)、エルミタージュ美術館、サンクトペテルブルク

この絵画を委嘱したポワンテルは、何らかの手仕事に励んでいる若い娘たちの中央に若い聖母マリアを描いたグイド・レーニの『仲間と縫物をする聖母マリア』という絵画が非常に気に入っていたようである。ポワンテルは、プッサンにこの作品と同じような絵画を描くように依頼した。プッサンはこの申し出に大いに心を動かされ、井戸の傍らのリベカとエリエゼルの出会いを主題とした本作を描くことに決めたのである。
『旧約聖書』中の「創世記」 (第24章1-28) によれば、カナンの地に住んでいたイスラエルの族長アブラハムは、忠実な老僕エリエゼルに息子イサクのために妻を探し出してくるようにと命じ、彼をアブラハム自身の故郷に遣わした。そこで、エリエゼルはラクダ10頭に贈り物を積んで出立し、メソポタミアのアラム・ナハライム地方にあったナホルの住む町に向かった。彼は町はずれの井戸端に着くと、「私とラクダに水を飲ませてくれる女性を、イサクの妻とすることを認めてください」と神に祈った。すると、そこへナホルの息子ベトエルの娘リベカが水瓶を持って現れた。彼女は若くて、大変美しい女性であった。エリエゼルが彼女に水を飲ませてほしいと懇願すると、リベカは喜んで彼に水を飲ませ、さらに井戸から水を汲んできてすべてのラクダに水を飲ませた。かくして、エリエゼルがリベカにイサクの妻としてカナンの地に来るようにと伝えると、彼女は承諾し、イサクのもとへ向かったのである。
本作の画面には、アブラハムがリベカにイサクの息子の妻になるべきことを告げる瞬間が描かれている。彼はリベカに指輪とブレスレットを贈り物として差し出している。彼女は右手を胸に当て、視線を下に向けている。彼女の周囲の娘たちは忙しげに水を汲んだり、水瓶にもたれたりしつつ、皆が異国者のエリエゼルのほうを珍しげに振り返っている。登場人物たちの異なる心理が、エリエゼルの雄弁な身振り、リベカのつつましい答え、そして周囲の娘たちの視線などに示されている。フランスのアカデミズムはプッサンがこの場面にラクダを加えていないことを非難したが、おそらく彼は、異様な異国の動物を加えることにより情景の心理学的な価値を妨げることを望まなかったのであろう。プッサンの1626年ごろの同主題作や、1660-1665年ごろの同主題作ではラクダが描かれている。
この絵画は、広大で形式化された最初の風景画の例の1つである。遠景中央には山並みがあり、それにより二分された建物には夕暮れ時の光があたっている。対照的に影のなかにある中景は垂れ幕のような効果を作っており、前景に明るい色彩で描かれた人物のドラマを演出している。このドラマには、プッサン流の見事な色彩の使用が認められる。色の合わせ方は強烈な補色を原則とし、相互の色面上に互いの色彩を反映させることはしていない。各々の色彩にグレーを中心に陰影を与えるのみである。結果として、空間の中に個々の色彩を主張する人物の存在感がはっきりと現れてくる。これが、明確な輪郭線を持った人物像のあるべき行為を描き出すために必要な、完成した色彩手法なのである。
なお、この絵画には10もの壺が描かれているが、それらはプッサンが卓越した静物画家でもあったことを証立てている。

## ギャラリー

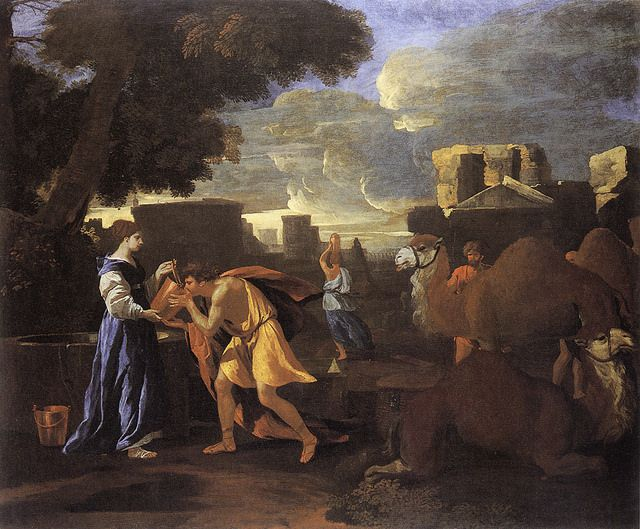
プッサン『井戸でエリエゼルの喉の渇きを癒すリベカ』 (1626年ごろ)、ウィルデンスタイン (Wildenstein)・コレクション、ニューヨーク
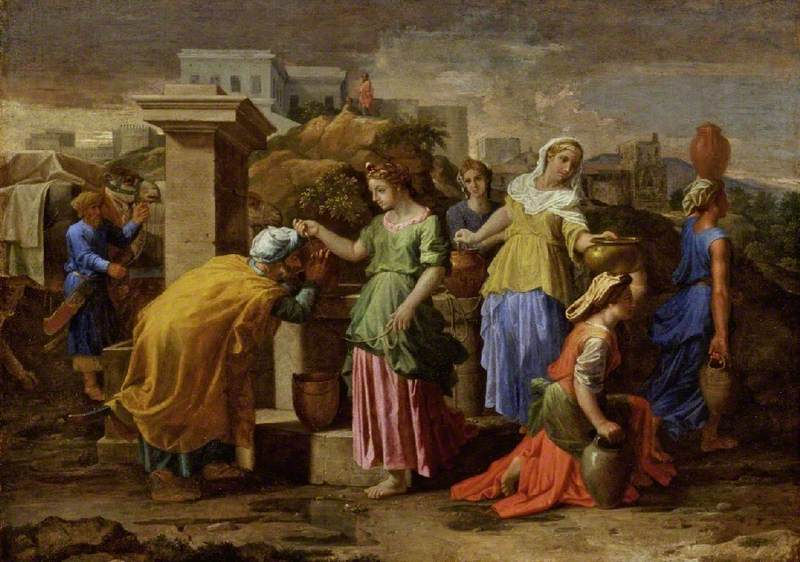
プッサン『エリエゼルとリベカ』 (1660-1665年)、フィッツウィリアム美術館 、ケンブリッジ